# Oblast Fergana
De oblast Fergana (Russisch: Ферганская область, Ferganskaja oblast) was een oblast van het keizerrijk Rusland. De oblast bestond van 1876 tot 1917. 
Na de Russische verovering van Centraal-Azië ontstond het uit het kanaat Kokand. 
Na de Russische Revolutie ging het op in de Turkestaanse Autonome Socialistische Sovjetrepubliek. De oblast grensde aan de oblast Syr Darja, de oblast Semiretsje en het Chinese Sinkiang. De hoofdstad was Fergana.